# قورباغه‌های رودخانه
قورباغه‌های رودخانه (نام علمی: Amietia) نام یک سرده از تیره قورباغه‌های سرجعبه‌ای است.